# Polignano a Mare
Polignano a Mare is een stad in de provincie Bari in de Italiaanse regio Apulië. De stad is gebouwd op steile kliffen aan de Adriatische Zee en een toeristische bestemming.
De grotten in de kliffen onder de stad waren reeds in het neolithicum al bewoond. Wanneer de stad gesticht is, is niet helemaal duidelijk. In de 4e eeuw v.Chr. stichtte de Dionysios II van Syracuse aan de Adriatische Zee de stad Neapolis (Nieuwe stad en niet te verwarren met Napels). Het is nooit duidelijk geworden waar deze stad lag maar mogelijk was het op deze plek. Als dat zo is dan was de stad onderdeel van de Magna Graecia, de Griekse koloniën in Zuid-Italië die later door de Romeinen veroverd zouden worden. Een andere theorie gaat ervan uit dat de stad pas later door Julius Caesar werd gesticht. In de Romeinse tijd was het een tussenstop langs de Via Traiana, van Napels naar Brindisi.
De geschiedenis van de stad kenmerkt zich door de verschillende overheersers die deze gehad heeft en die allen hun sporen hebben achtergelaten. De oude middeleeuwse stad is slechts enkele hectaren groot en kent vele smalle steegjes. Er zijn twee pleinen, het Piazza San Benedetto en het Piazza Vittorio Emanuelle II waaraan de kerk Santa Maria Assunta gelegen is. In de kliffen onder de stad ligt een grote grot, de Grotta Palazzese, waar een hotel-restaurant in gevestigd is. Naast het oude deel ligt een klein strand ingeklemd tussen de kliffen.
Polignano a Mare is de geboorteplaats van de zanger Domenico Modugno (1928-1994) die wereldberoemd werd met het lied Dipinto nel blu, bij velen bekender als Volare...

## Afbeeldingen

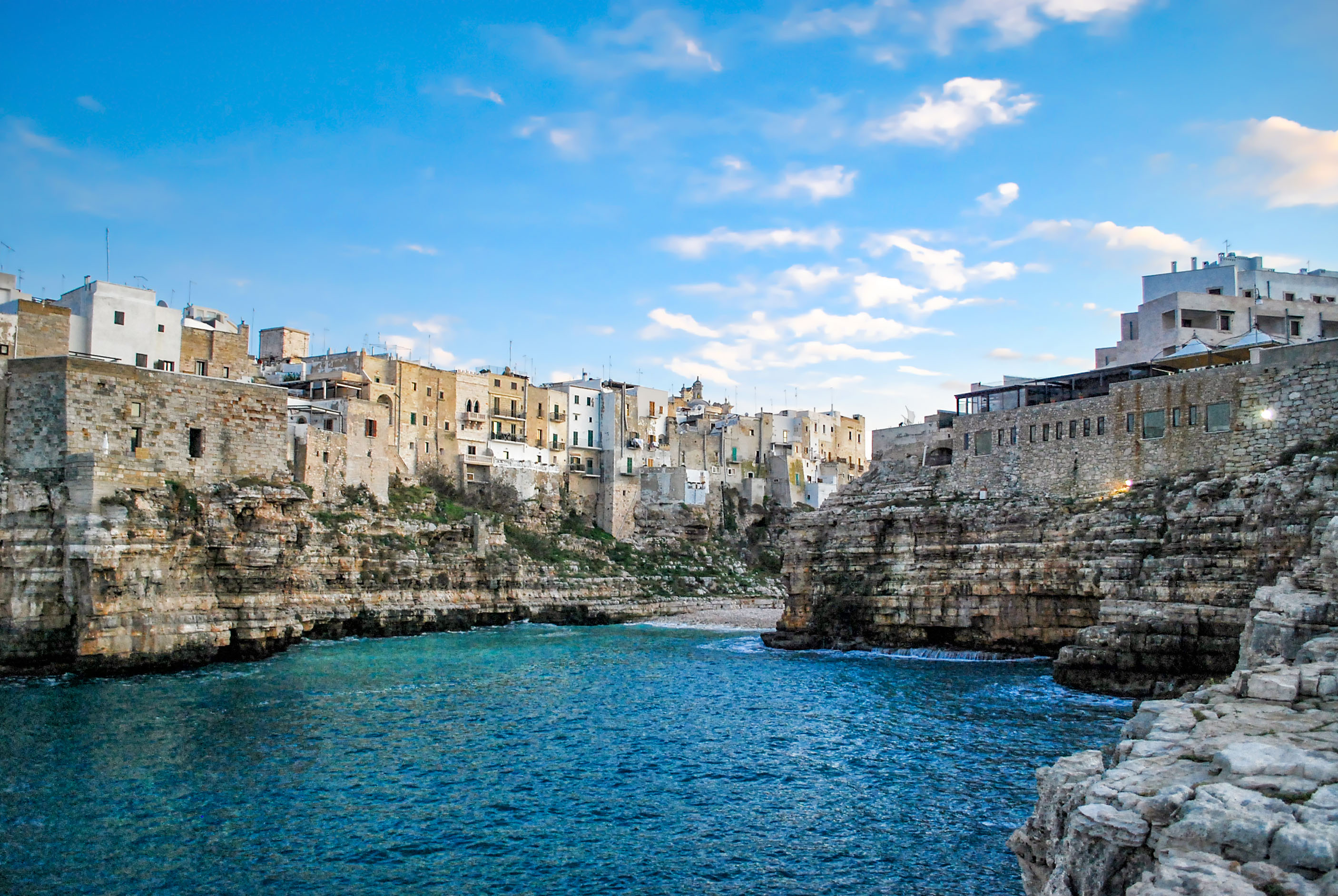
Polignano a Mare op de kliffen boven zee. In het midden is een klein strand te zien.
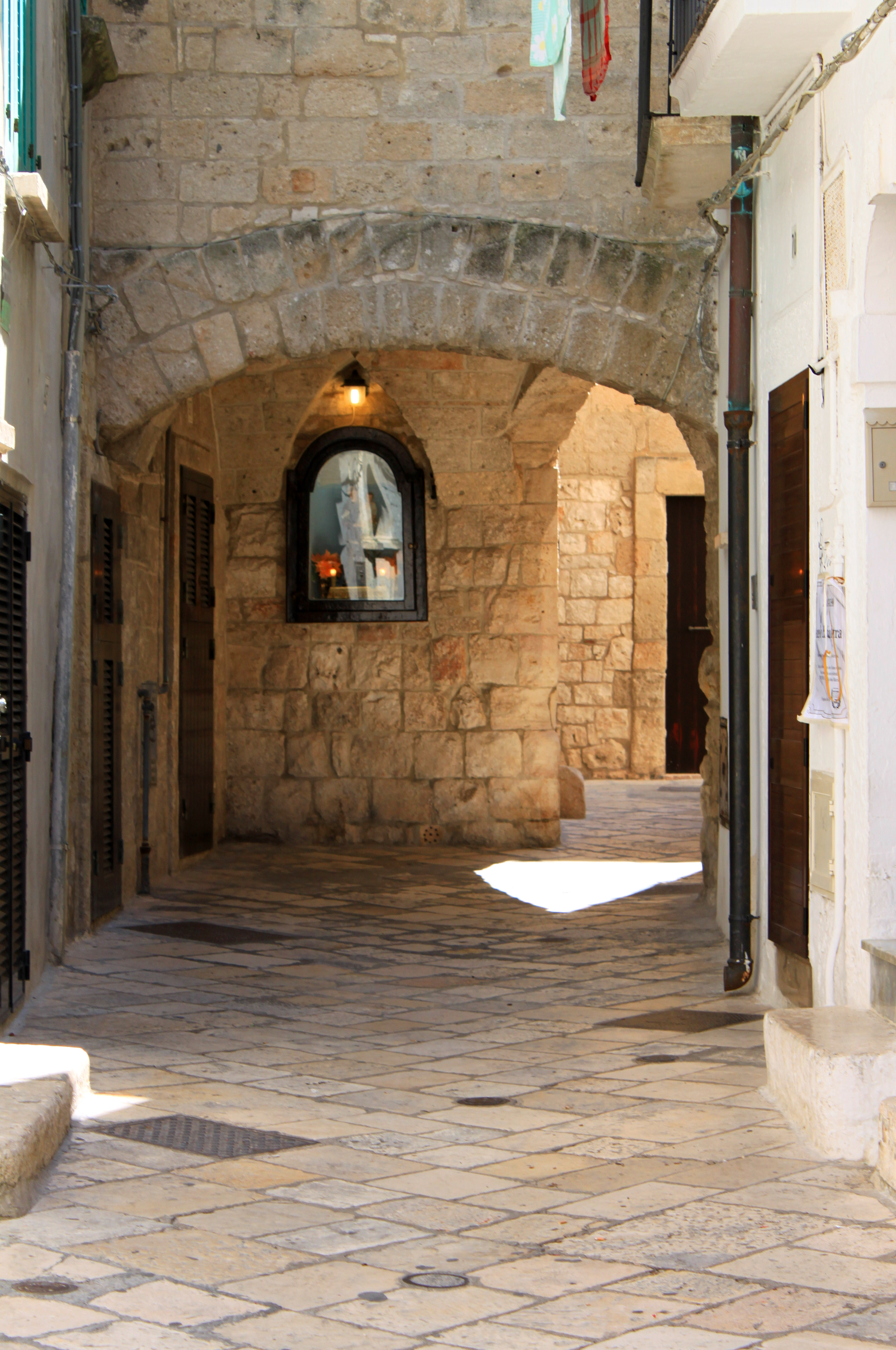
Een steegje in het middeleeuwse centrum.
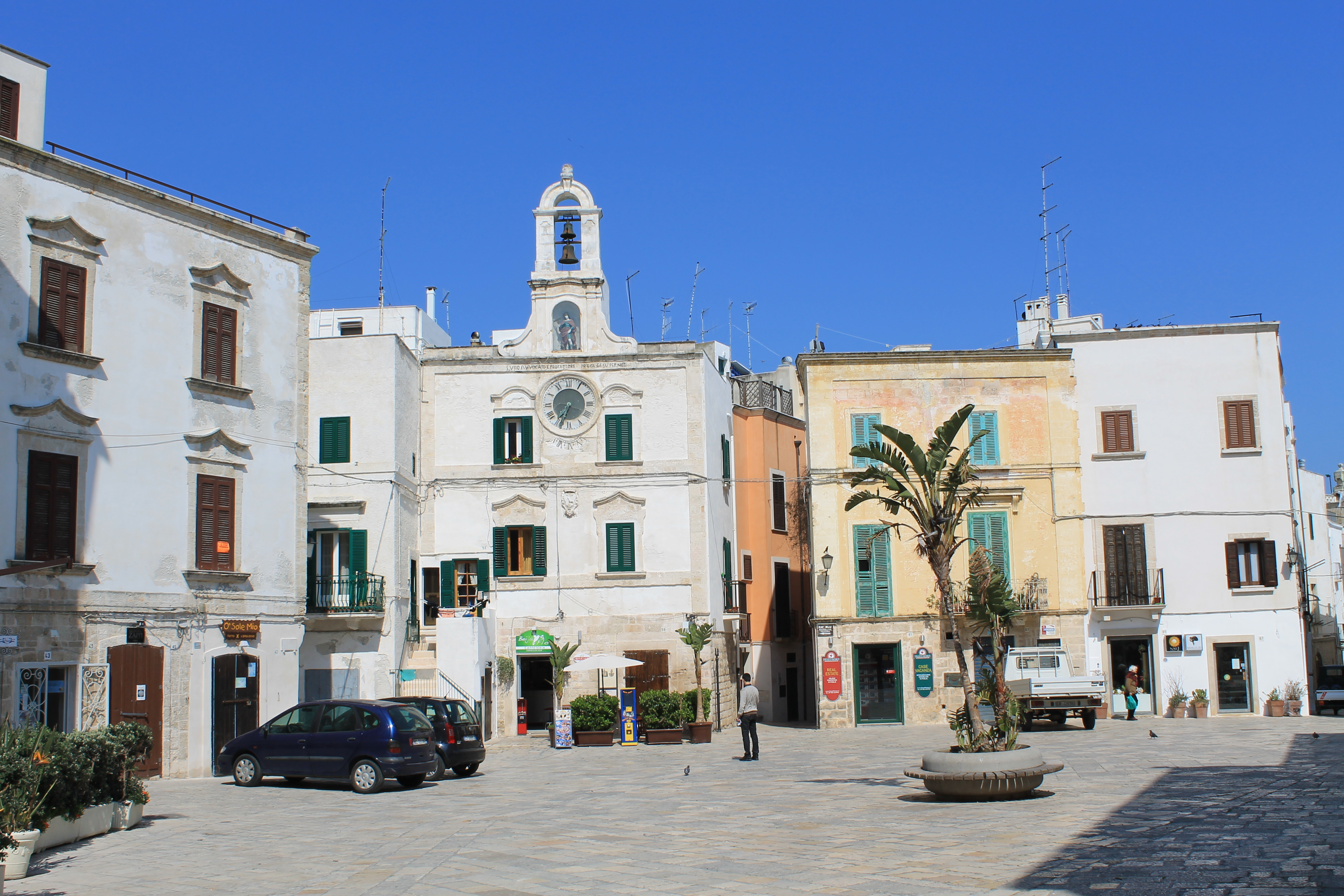
Piazza Vittorio Emanuelle II
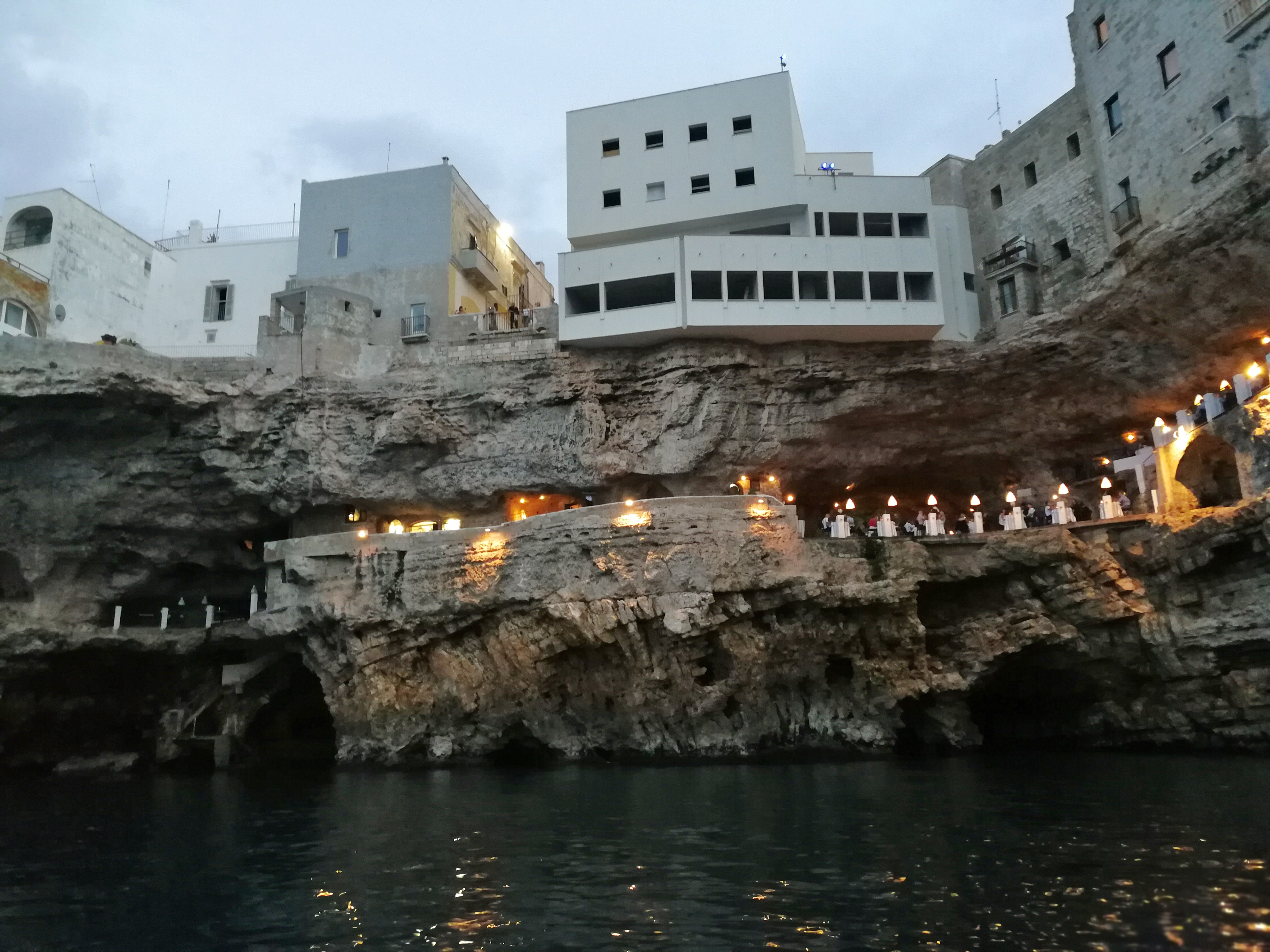
De Grotta Palazzese.
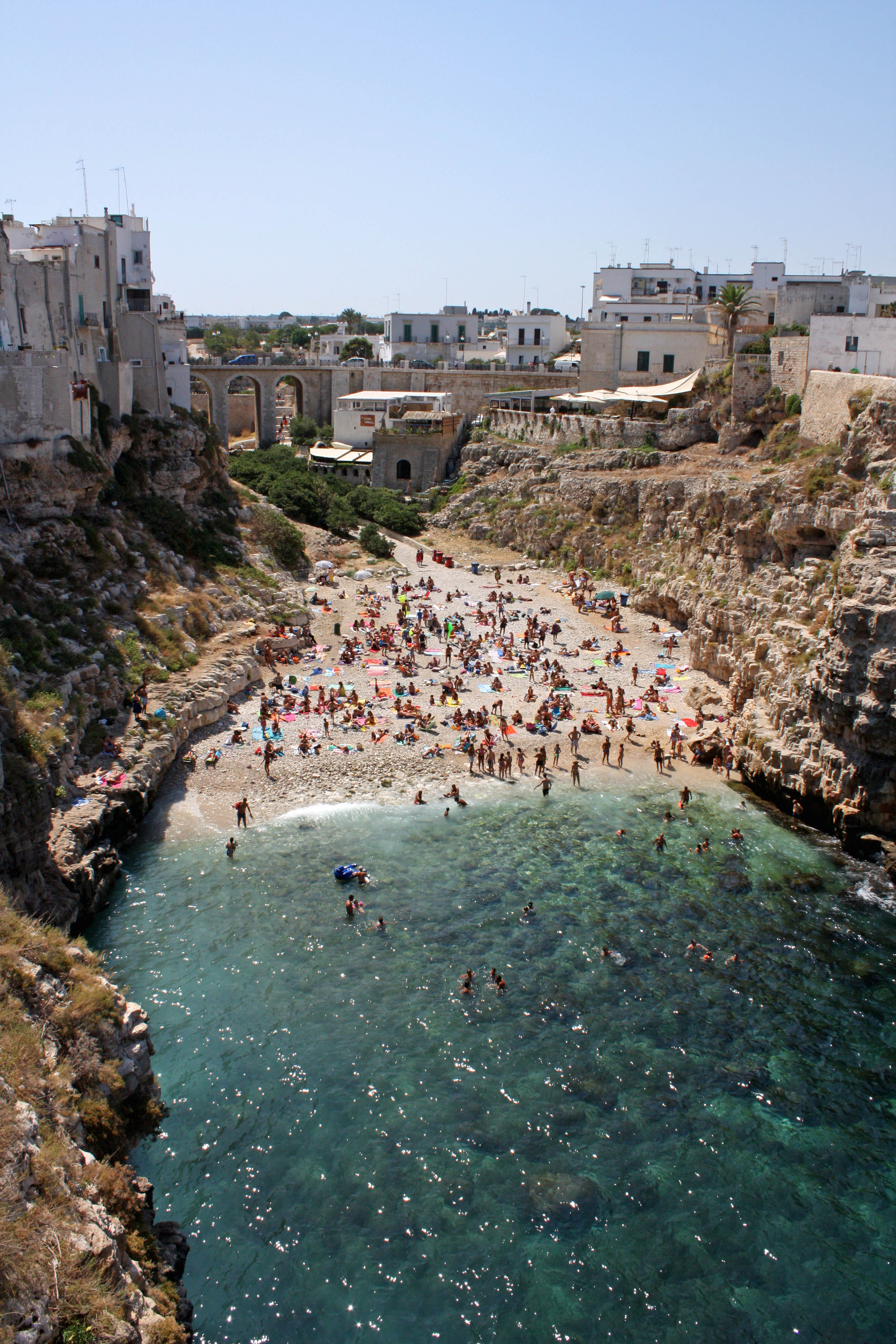
Het strand tussen de kliffen.
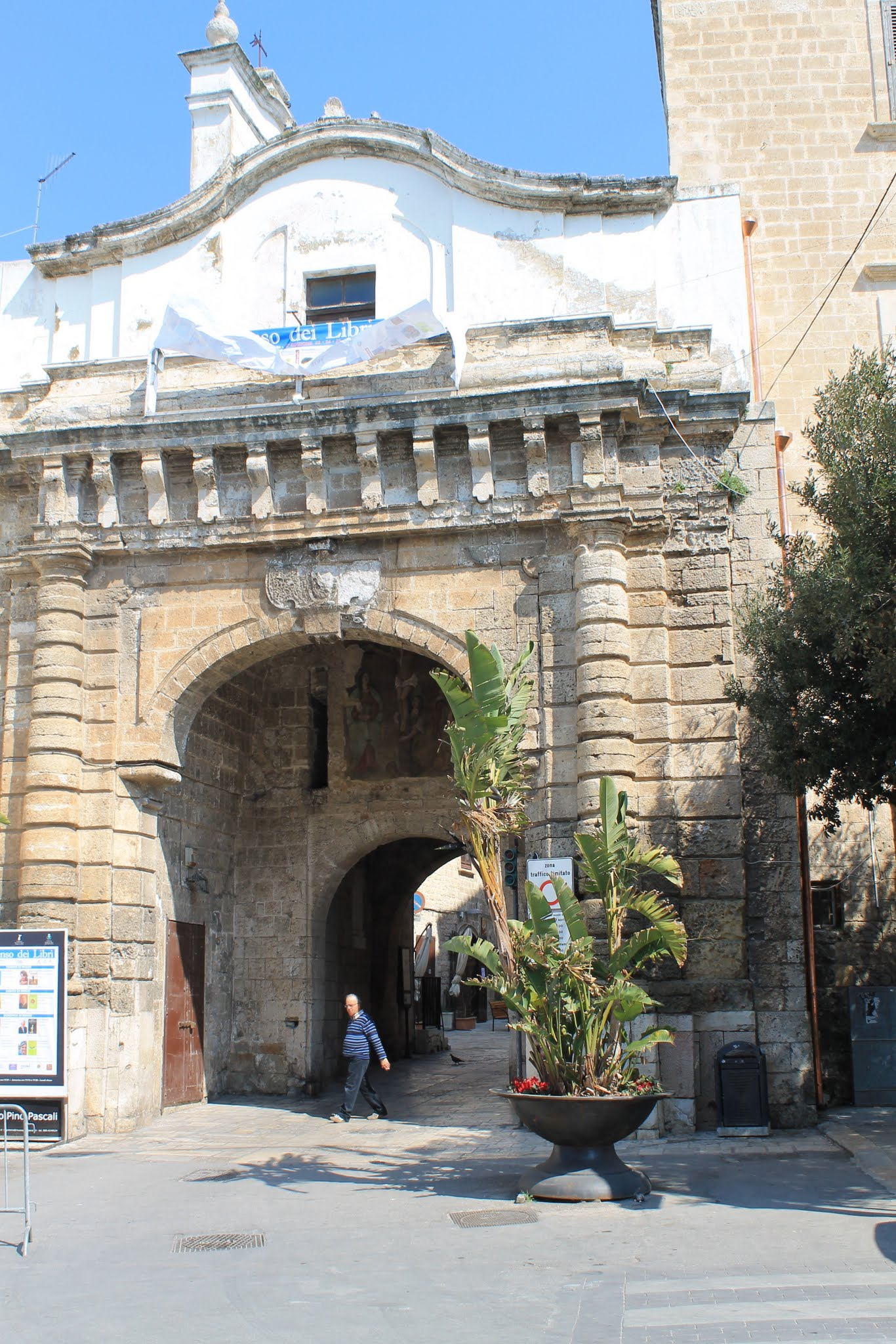
De Arco marchesale biedt toegang aan het oudste deel van de stad.